# Front de Voronej
Le front de Voronej (en russe : Воронежский фронт, Voronejski front) est une unité militaire soviétique (front), organisée à la fin du mois de juin 1942, pour contrer l'avance de la 6e armée allemande, autour de la ville de Voronej, située non loin du fleuve Don, durant les débuts de l'Opération Fall Blau, qui devait la mener à Stalingrad.
En 1943, il devient le premier front ukrainien.

## Historique

### Front de Voronej
Le front participa alors aux batailles autour de la ville de Voronej, durant l'offensive allemande. À la fin de l'année, à la suite de l'encerclement des troupes allemandes à Stalingrad, il participa une série d'opérations offensives aux résultats spectaculaires : destruction de la 8e armée italienne, lors de l'opération petit Saturne en décembre 1942, puis destruction de la 2e armée hongroise, lors de Offensive Ostrogojsk-Rossoch en janvier 1943, puis quasi encerclement de la 2e Armée allemande, lors de offensive Voronej-Kastornoe fin janvier 1943. Ces victoires lui ouvrirent la voie de en direction de Kharkov qu'elle prit le 16 février 1943. Mais la contre-attaque de Erich von Manstein, au cours de la troisième bataille de Kharkov, lui infligea alors de sérieuses pertes et Manstein reprit la ville, au cours du mois de mars 1943.

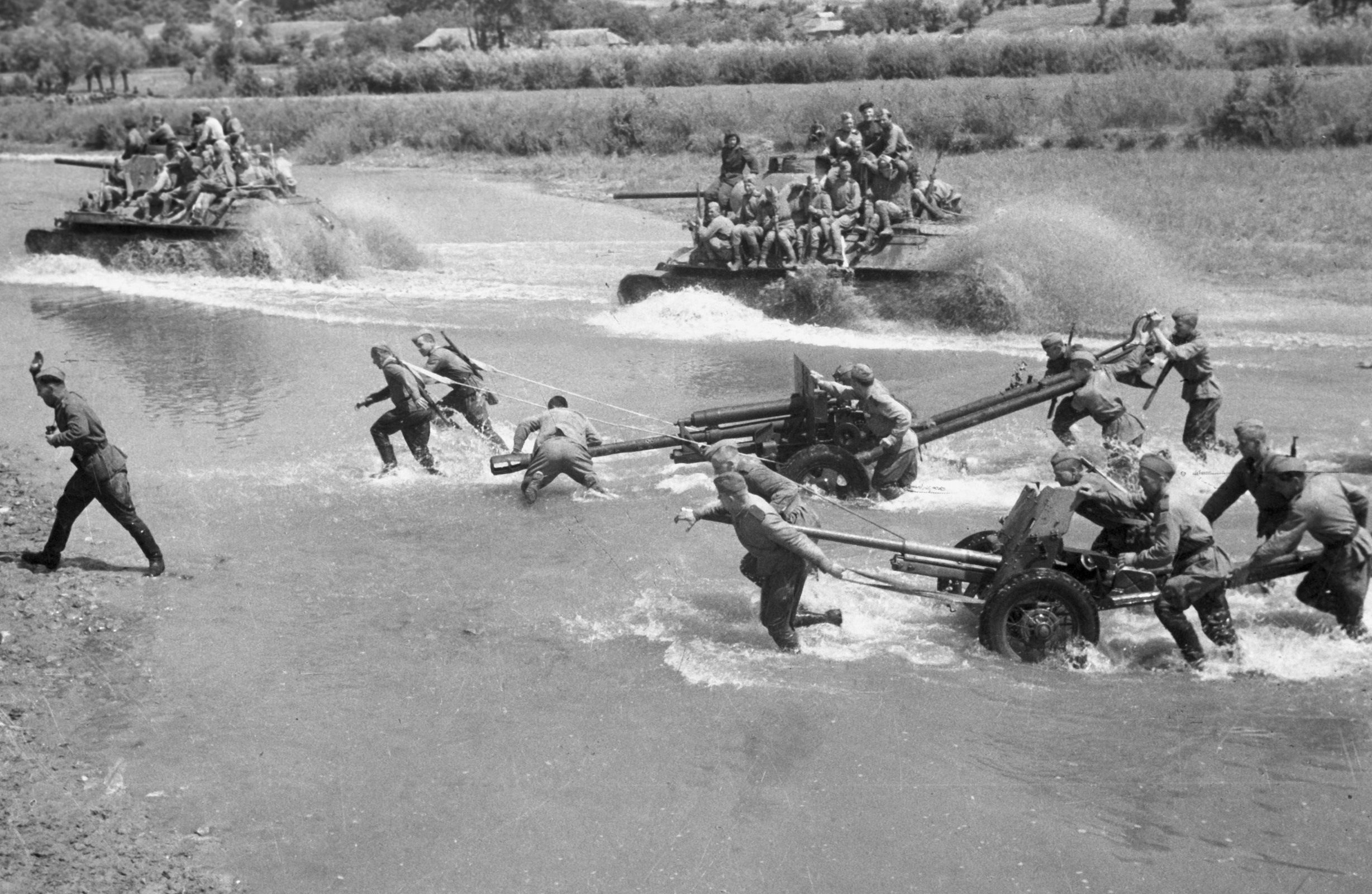
Engagement du premier front ukrainien la veille de Koursk; ce contingent traverse le courant d'une rivière le 21 juin 1943.

Renforcé, le front participa à la bataille de Koursk, où il défendit le flanc sud contre la principale attaque allemande. Après l'arrêt des troupes allemandes, le front de Voronej passa à l'offensive, au côté du front de la steppe, et reprit, cette fois définitivement la ville de Kharkov, le 23 août, ainsi qu'Orel au cours de l'opération Polkovodets Roumiantsev. Le repli allemand derrière le Dniepr, lui permit ensuite de libérer Kiev, à l'automne 1943.

### Premier front ukrainien
Le 20 octobre 1943, pour marquer ces avancées vers l'ouest, le front fut renommé Premier front ukrainien.
En 1944, il participa aux batailles de la poche de Korsun, puis de la poche de Hube, à l'offensive Lvov-Sandomierz et finalement au siège de Tarnopol.
Début 1945, il fut engagé dans l'offensive Vistule-Oder, puis dans des opérations en Silésie et à Prague. Le 27 janvier, la 100e division de la 60e armée libère le camp de la mort d'Auschwitz. Lors de la bataille de Berlin, il réalisa l'encerclement d'Halbe, détruisant la 9e armée allemande et empêchant la 12e armée de porter secours aux défenseurs de la capitale.
Ce sont les soldats de la 100e division (général Krasavine) de la 60e armée du premier front ukrainien qui libèrent le camp d'Auschwitz le 27 janvier 1945 et des soldats de la 58e division de fusiliers de la Garde (en) du premier front ukrainien qui font les premiers la jonction avec les forces américaines sur l'Elbe le 25 avril 1945.

## Commandants
- juin 1942 - juin 1943 : Filipp Golikov
- 28 mars 1943 - mars 1944 : Nikolaï Vatoutine
- mars 1944 - mai 1944 : Gueorgui Joukov
- mai 1944 - mai 1945 : Ivan Koniev